# Éric Bidot

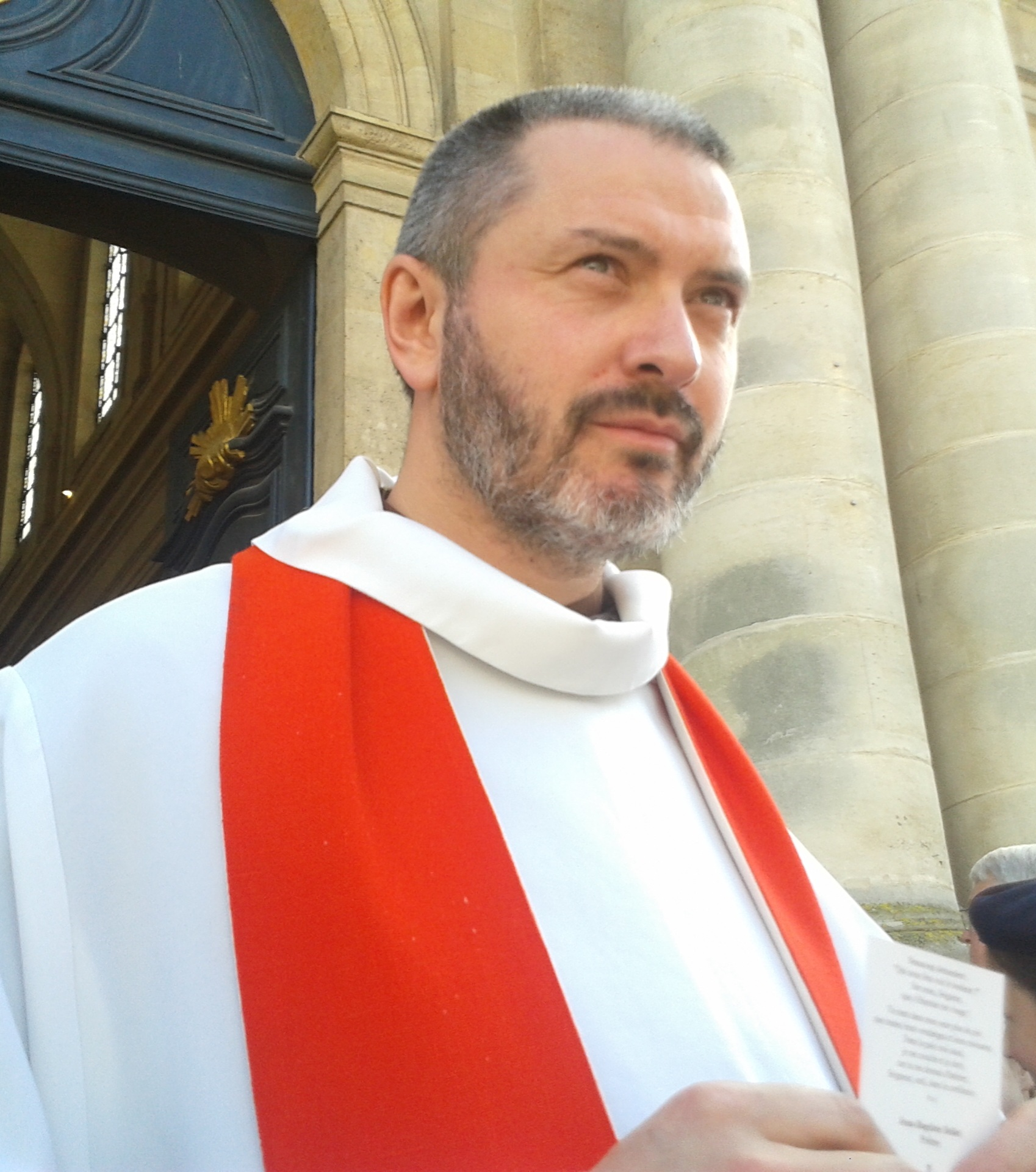
Éric Bidot (2014)

Bischofswappen von Éric Bidot

Éric Bidot OFMCap (* 15. Mai 1971 in Paris) ist ein französischer römisch-katholischer Ordensgeistlicher und Bischof von Tulle.

## Leben
Éric Bidot besuchte die Oberschule in Versailles und erwarb anschließend einen Hochschulabschluss im Fach Öffentliches Recht. Er trat der Ordensgemeinschaft der Kapuziner bei und studierte Philosophie und Theologie am Centre Sèvres in Paris. 2005 legte er die ewige Profess ab und empfing am 29. Juni 2007 das Sakrament der Priesterweihe.
Nach der Priesterweihe arbeitete er für ein Jahr in Clermont-Ferrand in der Pfarrseelsorge. Anschließend war er bis 2014 Superior des dortigen Kapuzinerkonvents. Von 2014 bis 2023 war er Provinzialminister der Ordensprovinz der französischen Kapuziner und von 2019 bis 2024 zudem Präsident der Konferenz der Kapuzinerprovinziale Nordeuropas.
Papst Franziskus ernannte ihn am 15. April 2025 zum Bischof von Tulle. Der Bischof von Ajaccio, François-Xavier Kardinal Bustillo OFMConv, spendete ihm am 15. Juni desselben Jahres in der Kathedrale von Tulle die Bischofsweihe. Mitkonsekratoren waren der Erzbischof von Poitiers, Jérôme Beau, und der Bischof von Blois, Francis Bestion.